# Дверь (фильм, 2012)
«Дверь» (англ. The Door, венг. Az ajtó) — художественный фильм венгерского режиссёра Иштвана Сабо.
Фильм был включён в конкурсную программу Московского международного кинофестиваля в 2012 году.

## Сюжет
Источником для сценария послужил роман «Дверь» венгерской писательницы Магды Сабо, рассказывающий об отношениях молодой писательницы и её странной домработницы Эмеренц в Будапеште в 1960-х годах. Сначала она отказывается работать в семье Магды и её супруга, но затем меняет своё решение. Так начинается необычная дружба двух слишком разных женщин. Эмеренц «смотрит на мир глазами сверхчувствительного человека, которому известны многие тайны природы, обычно закрытые для людей. Она никого не пускает в этот мир, держа дверь своей каморки на замке. Но однажды эта дверь откроется…». В фильме, как и в оригинальном романе, содержатся автобиографические моменты из жизни Магды Сабо.

## В ролях
- Магда — Мартина Гедек
- Эмеренц — Хелен Миррен
- Тибор — Карой Эперьеш
- Шуту — Эникё Бёрчёк
- подполковник — Габор Конц
- Адель — Мари Надь
- Полетт — Аги Сиртеш
- сосед — Чаба Пиндрох
- Бродарич — Петер Андораи
- Эва Гроссман — Эрика Марожан
- хирург — Иржи Менцель
- Эмеренц в молодости — Анна Сандтнер
- доктор — Илдико Тот

## Производство
Съёмки фильма проходили в Будапеште на улице Кароя Лотца.
Основной язык фильма — английский. Существует венгерская версия, для которой были переозвучены героини Миррен и Гедек.